# Мавзолей борьбы и мученичества

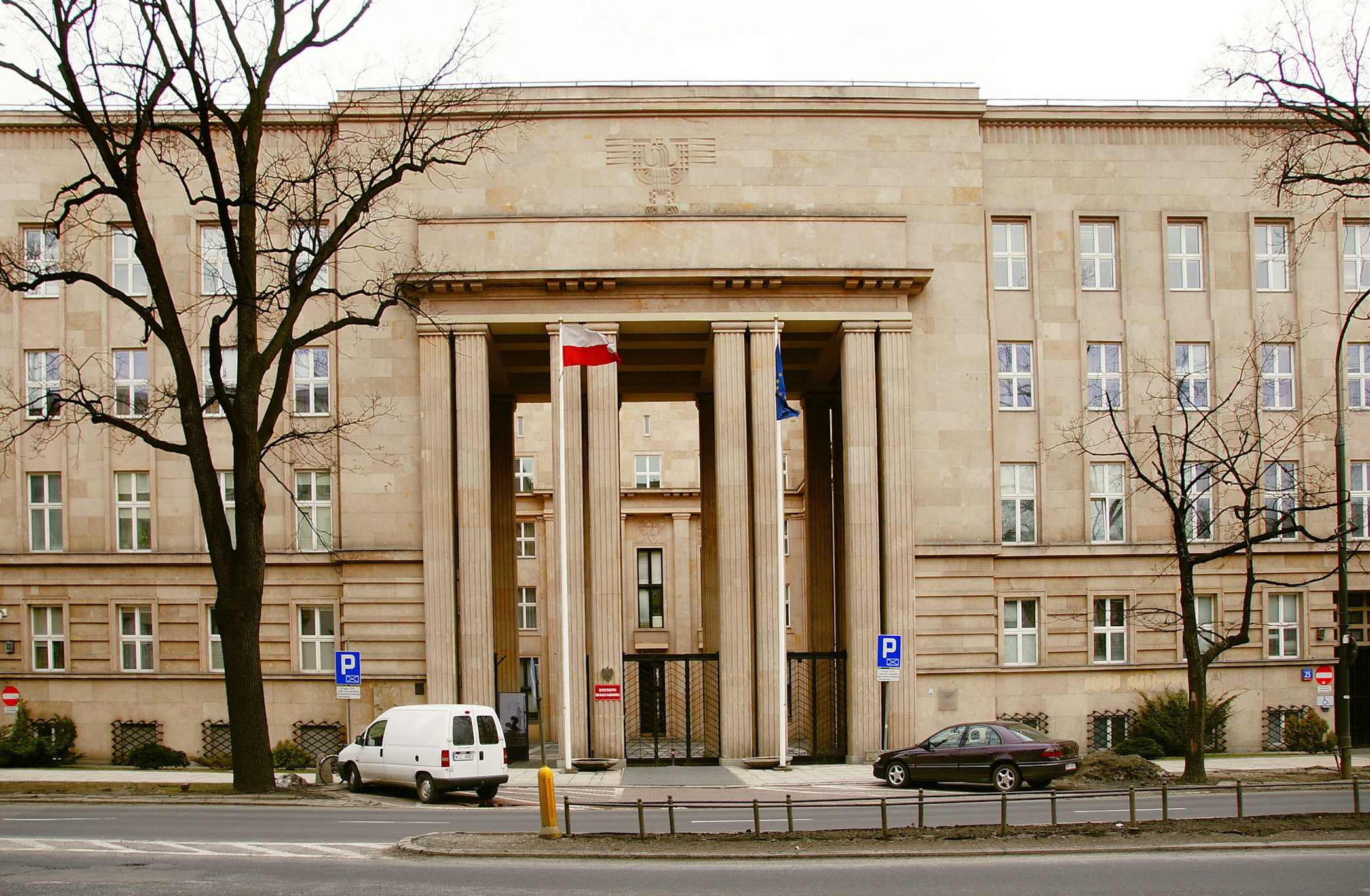
Здание довоенного Министерства религиозных убеждений и общественного воспитания. Во время Второй мировой войны ― штаб-квартира гестапо в Варшаве.

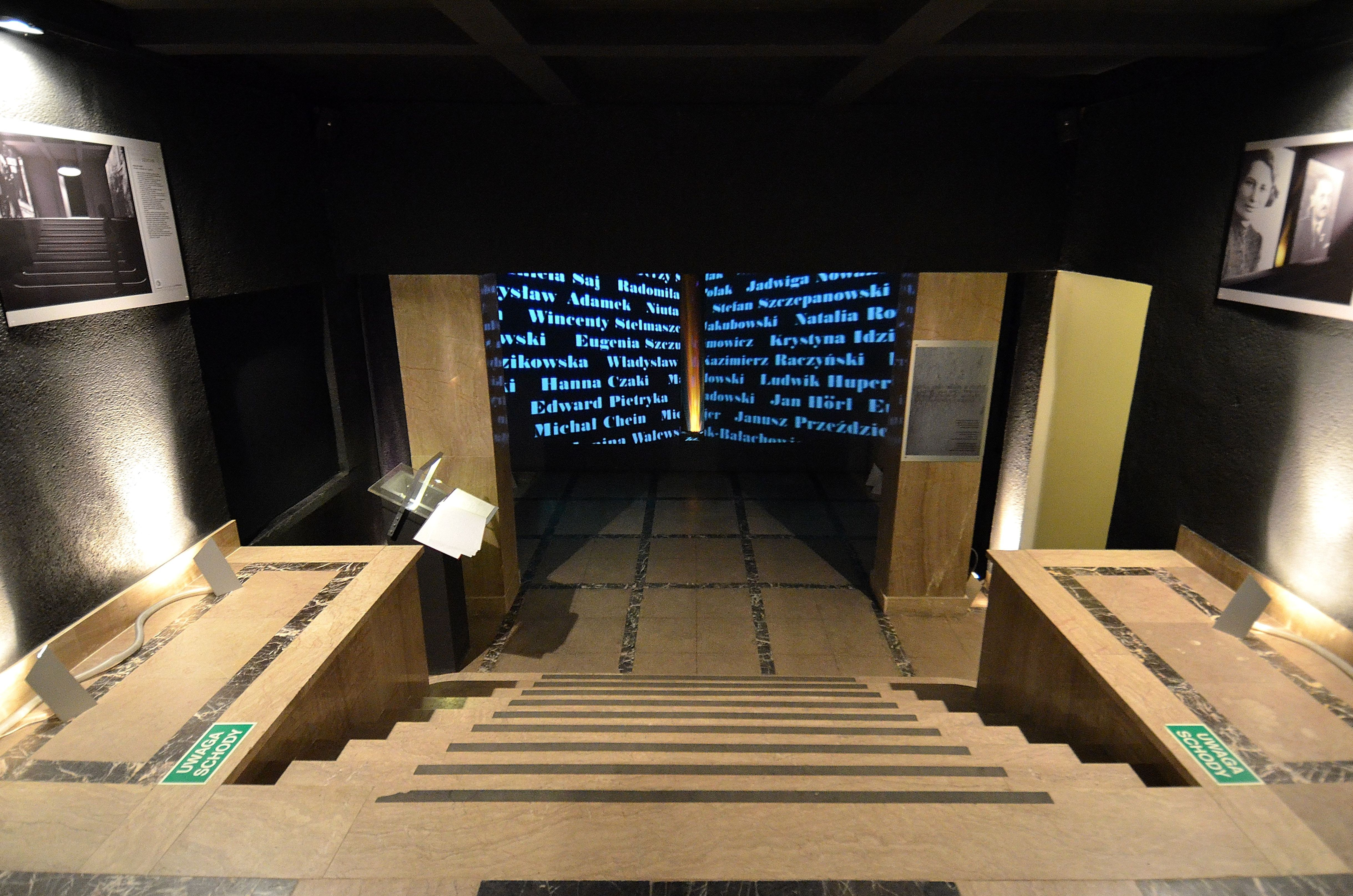
Вход на выставку.

Мавзолей борьбы и мученичества (пол. Mauzoleum Walki i Męczeństwa) ― музей в Варшаве, Польша. Является филиалом Музея независимости. В мавзолее представлены условия, в которых польские патриоты и борцы Сопротивления находились во время заключения в тюрьмах нацистской Германии во время Второй мировой войны.

Музей находится на проспекте Шуха в здании довоенного Министерства религиозных убеждений и общественного образования (ныне ― Министерство национального образования). После начала Второй мировой войны нацисты захватили здание и превратили его в штаб Полиции безопасности и Службы безопасности. Вся улица была закрыта для поляков. В подвале здания нацисты наспех организовали тюрьму. Заключенные, которые находились там, были, как правило, только что арестованными или же переведены из Павяка. Заключённые подвергались допросам, во время которых их пытали и жестоко избивали. Пытки применялись ко всем без исключения, в том числе к беременным женщинам. Польские заключённые часто царапали на стенах фразы, в которых описывали свои страдания в стенах тюрьмы. Многие из этих надписей были личными, патриотическими или религиозными. В 1960-х годах было проведено специальное исследование, и более 1000 текстов были законсервированы. Наиболее известны из них следующие:
Легко говорить о Польше.

Сложнее трудиться на благо неё.

Ещё сложнее умереть за неё.

Сложней же всего страдать за неё.
Многие из заключённых были убиты в ходе допросов или умерли в результате ранений. Во время Варшавского восстания немцы массово казнили тысячи поляков в окрестностях. Их трупы были позже сожжены в соседних зданиях. Масштабы этих убийств были огромными, человеческий пепел, который был найден в подвале после войны, весил 5 578,5 кг.
После войны жители Варшавы относились к этому месту как к кладбищу, часто принося цветы и зажигая свечи. В июле 1946 года польское правительство решило обозначить здание как место мученичества, свидетельство страдания и героизма поляков. Было решено, что тюрьмы останутся нетронутыми и будут превращены в музей, который был открыт 18 апреля 1952 года. Коридоры, четыре групповые ячейки и десять одиночных камерах сохранились в своём первоначальном виде. В соответствии со свидетельствами заключенных было воссоздано помещение офицера гестапо. Несколько тонн человеческого пепла было перенесено на Кладбище варшавских повстанцев.
Посетителям музея должно быть как минимум 14 лет.